# 대한민국 민법 제826조
대한민국 민법 제826조는 부부간의 의무에 대한 민법 가족법 조문이다.

## 조문
제826조(부부간의 의무) ① 부부는 동거하며 서로 부양하고 협조하여야 한다. 그러나 정당한 이유로 일시적으로 동거하지 아니하는 경우에는 서로 인용하여야 한다.
②부부의 동거장소는 부부의 협의에 따라 정한다. 그러나 협의가 이루어지지 아니하는 경우에는 당사자의 청구에 의하여 가정법원이 이를 정한다.  <개정 1990.1.13.>
③ 삭제  <2005.3.31.>
④ 삭제  <2005.3.31.>

第826條(夫婦間의 義務) ① 夫婦는 同居하며 서로 扶養하고 協助하여야 한다. 그러나 正當한 理由로 一時的으로 同居하지 아니하는 境遇에는 서로 忍容하여야 한다.
②夫婦의 同居場所는 夫婦의 協議에 따라 정한다. 그러나 協議가 이루어지지 아니하는 경우에는 當事者의 請求에 의하여 家庭法院이 이를 정한다. <改正 1990.1.13.>
③ 삭제  <2005.3.31.>
④ 삭제  <2005.3.31.>

## 참고 문헌
- 오현수, 일본민법, 진원사, 2014. ISBN 9788963463452
- 오세경, 대법전, 법전출판사 , 2014 ISBN 9788926210277
- 이준현 , LOGOS 민법 조문판례집, 미래가치, 2015. ISBN 9791155020869

## 같이 보기
- 혼인신고